# Коктауська збагачувальна фабрика
Коктауська збагачувальна фабрика – підприємство гірничодобувної галузі, майданчик якого знаходиться на північному заході Казахстанe.
Першу чергу збагачувальної фабрики потужністю 2,5 млн тон руди на рік ввели в дію у 2007-му році для роботи з продукцією рудника 50 років Жовтня. В 2013-му запустили другу чергу, що довело сумарну потужність фабрики до 4,5 млн тон на рік та мало дозволити вивід на повну потужність Пріорського рудника.  
В подальшому збагачувальна фабрика почала роботу із продукцією рудників Кундизди та Аралчинський і планується задіяти її для переробки руди з рудника Авангард. Для прийому руди Кундизди провели модернізацію фабрики зі збільшенням фронту цинкової флотації та доведенням загальної потужності до 5 млн тон на рік. 
Продукцією фабрики є мідний та цинковий концентрати. Частина концентратів експортується до Китаю, а біля половини мідного – на російський завод «Карабашмедь».